# Oroluk
Oroluk är en ö i Mikronesiska federationen.   Den ligger i kommunen Oroluk Municipality och delstaten Pohnpei, i den västra delen av landet, 300 km väster om huvudstaden Palikir. Arean är 0,13 kvadratkilometer.
Terrängen på Oroluk är mycket platt. Öns högsta punkt är 20 meter över havet. Den sträcker sig 0,6 kilometer i nord-sydlig riktning, och 0,6 kilometer i öst-västlig riktning.